# جوني ساندز
جوني ساندز (بالإنجليزية: Johnny Sands)‏ هو ممثل أمريكي، ولد في 29 أبريل 1928 في الولايات المتحدة، وتوفي بنفس المكان في 30 ديسمبر 2003.

## وصلات خارجية
- جوني ساندز على موقع IMDb (الإنجليزية)
- جوني ساندز على موقع قاعدة بيانات الفيلم (الإنجليزية)